# Taurus (együttes)
A Taurus (teljes nevén Taurus EX-T 25 75 82) rockegyüttes az 1970-es évek első feléből, akiket Magyarország első hard rock zenekaraként és második supergroupjaként tartanak számon.

## Történet
A Taurus volt a Locomotiv GT után a második „szupergroup” Magyarországon, vagyis korábbi sikeres együttesek tagjaiból verbuválódott zenekar. Az együttest Som Lajos és Balázs Fecó alapították 1972 elején. A Taurusban mindegyik tag szakmailag elismert személyiség volt, akik komoly stúdiótapasztalattal rendelkeztek. Som Lajos (basszusgitár) és  Balázs Ferenc (orgona, ének) a Neoton együttesből vált ki (velük készült a Neoton első lemeze: a Bolond város), Brunner Győző (dob) a Metróból igazolt át (ott két stúdiólemezen: a Metrót és az Egy este a Metro Klubban… működött közre). Nem mellesleg az együttes nevében szereplő szám az ő telefonszáma volt. Radics Béla (gitár, ének) volt az igazi "sztár" az együttesben, neki bár nem volt annyi stúdiótapasztalata (Atlantis-kislemezek, Pannónia-kislemez), mint a többieknek, mégis nagy hírnévre tett szert a Sakk-Matt együttes, valamint a Tűzkerék formációkban virtuóz gitárjátékával.
A Taurus együttes zenéje a kortárs együtteseihez képest kemény volt. Ők játszottak először Magyarországon hard rock-ot. 1972. május 1-jén volt a hivatalos bemutatkozó koncertjük a Budai Ifjúsági Parkban, amelyről koncertfelvétel is készült. A koncert sikeres volt olyannyira, hogy május végén, június elején megjelent a Taurus első kislemeze, melyen a Zöld csillag és a Szólíts meg vándor című szerzemények hallhatóak. A Zöld csillag rockhimnusszá nőtte ki magát és hihetetlenül sok feldolgozást készült belőle. Különböző együttesek és énekesek (pl.: Deák Bill Gyula) mind a mai napig játsszák, már csak Radics emléke miatt is. A dal zenéjét Radics Béla szerezte, azonban érdekessége, hogy a Zöld csillag azon kevesek egyike volt, amelynek dalszövegét nem Horváth Attila, hanem Brunner Győző írta. A kislemez címkéjére így is van feltüntetve. A másik oldalon lévő Szólíts meg vándor egy tipikus, klasszikus Taurus-dal, amely bár nagy sikereket ért el, de eltörpült a Zöld csillag sikere mellett. Később Balázs Fecó újradolgozta a Korál együttessel.
Szeptemberben kis változtatás történt, Som Lajos helyére Zorán érkezett, akinek Metro zenekara ekkor oszlott fel. Nem sokkal a tagcserét követően, 1973 elején megjelent a második Taurus kislemez is, melyen az Akire szerelemmel nézhetek és A kőfalak leomlanak c. szerzemények kaptak helyet, Balázs Fecó ez utóbbi számot is újradolgozta. Azonban ez a felállás sem jutott el a nagylemez készítéséig, melynek következtében Brunner Győző ugyanezen év elején bejelentette az együttes feloszlását. Ma már tudható, hogy a nagylemez elmaradása mögött leginkább Radics lázadó természete állt, aki többször is nyíltan kritizálta a Kádár-rendszert, ez több titkosszolgálati jelentésben is szerepelt, miután megfigyelés alá került. A búcsúkoncertet a Metro Klubban tartották meg, Radics innen került át a szintén rövid életű Aligátor együttesbe. Balázs Ferenc és Brunner Győző pedig pár évvel később megalapították a Korál együttest.

## Tagok
- Balázs Fecó – billentyűs hangszerek, ének
- Brunner Győző – dob, ütőhangszerek
- Radics Béla – gitár, ének
- Som Lajos – basszusgitár
- Sztevanovity Zorán – basszusgitár, ének

## Diszkográfia
- Zöld csillag / Szólíts meg vándor (kislemez, 1972, az eredeti felállásban) (SP 942)
- A kőfalak leomlanak / Lány, akire szerelemmel nézhetek (kislemez, 1973, Zoránnal) (SP 959)
- Zöld csillag / Szólíts meg vándor (kislemez, 1982, újrakiadás) (SPS 70559)
- Eredeti koncertfelvétel, 1972. május 1., Budai Ifjúsági Park (CD, 2001)